# Caitlin Thompson
Caitlin Thompson (2 de marzo de 1987) es una deportista estadounidense que compitió en esgrima, especialista en la modalidad de sable. Ganó dos medallas en el Campeonato Mundial de Esgrima, oro en 2005 y plata en 2006, ambas en la prueba por equipos.

## Palmarés internacional
| Campeonato Mundial | Campeonato Mundial | Campeonato Mundial | Campeonato Mundial |
| Año                | Lugar              | Medalla            | Prueba             |
| ------------------ | ------------------ | ------------------ | ------------------ |
| 2005               | Leipzig (Alemania) | Medalla de oro     | Sable por equipos  |
| 2006               | Turín (Italia)     | Medalla de plata   | Sable por equipos  |